# Spermophaga poliogenys
Il becco azzurro di Grant (Spermophaga poliogenys Ogilvie Grant, 1907) è un uccello passeriforme appartenente alla famiglia Estrildidae, diffuso in Africa.
Il nome comune della specie è stato scelto in omaggio all'ornitologo britannico Claude Henry Baxter Grant.

## Descrizione

### Dimensioni
Misura circa 13-14 cm di lunghezza, coda compresa.

### Aspetto
Si tratta di uccelli dall'aspetto massiccio, muniti di grandi occhi e di un forte e robusto becco conico.

La specie presenta un dicromatismo sessuale piuttosto netto: mentre infatti il maschio presenta testa, collo, petto, fianchi e ventre di colore rosso scarlatto, mentre nuca, dorso, ali, codione, coda e sottocoda sono di colore nero, la femmina presenta il rosso solo su gola e petto, mentre la testa è di colore grigio ardesia scuro ed il ventre è grigio-biancastro con gli orli delle singole penne nerastri, mentre il nero dorsale permane. In ambedue i sessi gli occhi sono bruni con cerchio perioculare grigio-bluastro, le zampe sono carnicino-grigiastre ed il becco è nero-bluastro con margini e punta rossi.

## Biologia
Il becco azzurro di Grant è un uccello diurno che vive perlopiù da solo o in coppie, passando la maggior parte della giornata fra la vegetazione. Si tratta di uccelli assai timidi, pronti a nascondersi nel folto dei cespugli al primo segnale di pericolo.

### Alimentazione
Si tratta di uccelli essenzialmente granivori, che grazie al forte becco sono in grado di spezzare gli involucri di numerose qualità di semi, prediligendo quelli di graminacee: essi si nutrono inoltre di frutta, bacche e sporadicamente anche di insetti ed altri piccoli invertebrati.

### Riproduzione
Il comportamento riproduttivo di questi uccelli è stato finora osservato solo in maniera incompleta, con la segnalazione di nidi che avviene principalmente fra i mesi di settembre e febbraio, nidi di forma sferica e costituiti da fibre vegetali intrecciate nel folto della vegetazione, con all'interno 3-4 uova biancastre: si ritiene tuttavia che la riproduzione del becco azzurro di Grant non si discosti significativamente d aquella tipica degli estrildidi, con ambedue i sessi che collaborano nella costruzione del nido, nella covae nell'allevamento della prole.

## Distribuzione e habitat
La specie è presente in Africa centrale, tra Congo, Repubblica Democratica del Congo e Uganda.
L'habitat di questi uccelli è rappresentato dalla foresta pluviale primaria o secondaria, con presenza di fitto sottobosco.